# Zsigmond Bubics
Zsigmond Bubics (ur. 17 marca 1821 w Ozora, zm. 22 maja 1907 w Baden) – węgierski duchowny rzymskokatolicki, malarz, biskup koszycki.

## Biografia
Po odbyciu studiów teologicznych w Pázmáneum, 22 lipca 1844 w Wiedniu otrzymał święcenia prezbiteriatu. Następnie pracował jego wykładowca teologii. Z powodu niekorzystnych okoliczności został nauczycielem w rodzinie Paula Eszterházy, a następnie administratorem jego majątku. Na tych stanowiskach poświęcił się również malarstwu i odbył podróże studyjne do Wielkiej Brytanii, Niemiec, Francji i Włoch. Otrzymał kanonię w Wielkim Waradynie.
Trzykrotnie był nominowany na stanowiska biskupie, jednak Stolica Apostolska odmawiała zatwierdzenia jego kandydatury. 30 maja 1887 mianowany został biskupem koszyckim, co zatwierdził 16 września 1887 papież Leon XIII. 20 listopada 1887 w Wielkim Waradynie przyjął sakrę biskupią z rąk łacińskiego biskupa wielkowaradyńskiego Lörinca Schlaucha. Współkonsekratorami byli rumuńskokatolicki biskup wielkowaradyński Mihály Pável oraz łaciński biskup pomocniczy wielkowaradyński Johann Baptist Nogáll.
W swojej diecezji krzewił kulturę węgierską i węgierską świadomość narodową. M.in. nakazał, aby kazania i pieśni w kościołach były wykonywane w języku węgierskim (zarządzenie to faktycznie nie było respektowane). Wysyłał węgierskich duchownych do Stanów Zjednoczonych w celu opieki duszpasterskiej wśród emigrantów, jak również celem zapobieżenia wzrostu popularności idei pansłowiańskich wśród słowackiej emigracji. Protestował przeciwko legalizacji swobody wyznania.
Posiadał cenną kolekcję dzieł sztuki, którą w 1896 przekazał koszyckiemu muzeum. Pod koniec życia podupadł na zdrowiu. 1 lutego 1906 rządy w diecezji objął administrator apostolski bp Augustín Fischer-Colbrie. Bp Bubics zmarł 22 maja 1907 w podwiedeńskim Baden. Pochowany został w koszyckiej katedrze.